# Glendale (Schotland)
Glendale (Schots-Gaelisch: Gleann Dail) is een dorp in de Schotse lieutenancy Ross and Cromarty in het raadsgebied Highland op het eiland Skye.

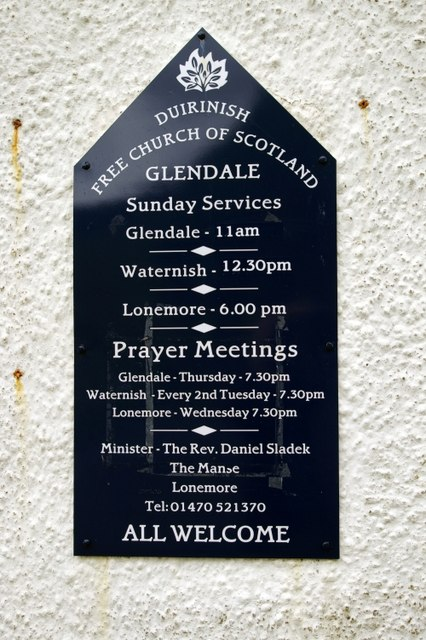
Informatiebord op de kerk